# Al-Jazira Amman
Pour les articles homonymes, voir Al Jazira.
Le Al Jazira (en arabe : نادي الجزيرة), plus couramment abrégé en Al Jazira, est un club jordanien de football fondé en 1947 et basé à Amman, la capitale du pays.

## Histoire
Le tunisien Chiheb Ellili est l'entraîneur du club de septembre 2017 à juin 2018.

## Palmarès
| Compétitions nationales |
| --- |
| - Championnat de Jordanie (3) : - Champion : 1952, 1955 et 1956. - Vice-champion : 2016-17 et 2017-18. - Coupe de Jordanie (2) : - Vainqueur : 1984 et 2018. - Finaliste : 1986 et 2017. - Coupe JFA de Jordanie (2) : - Vainqueur : 1981 et 1986. - Finaliste : 2007. - Supercoupe de Jordanie (1) : - Vainqueur : 1985. - Finaliste : 2017, 2018, 2020 et 2021. |